# Collegium Pazmanianum

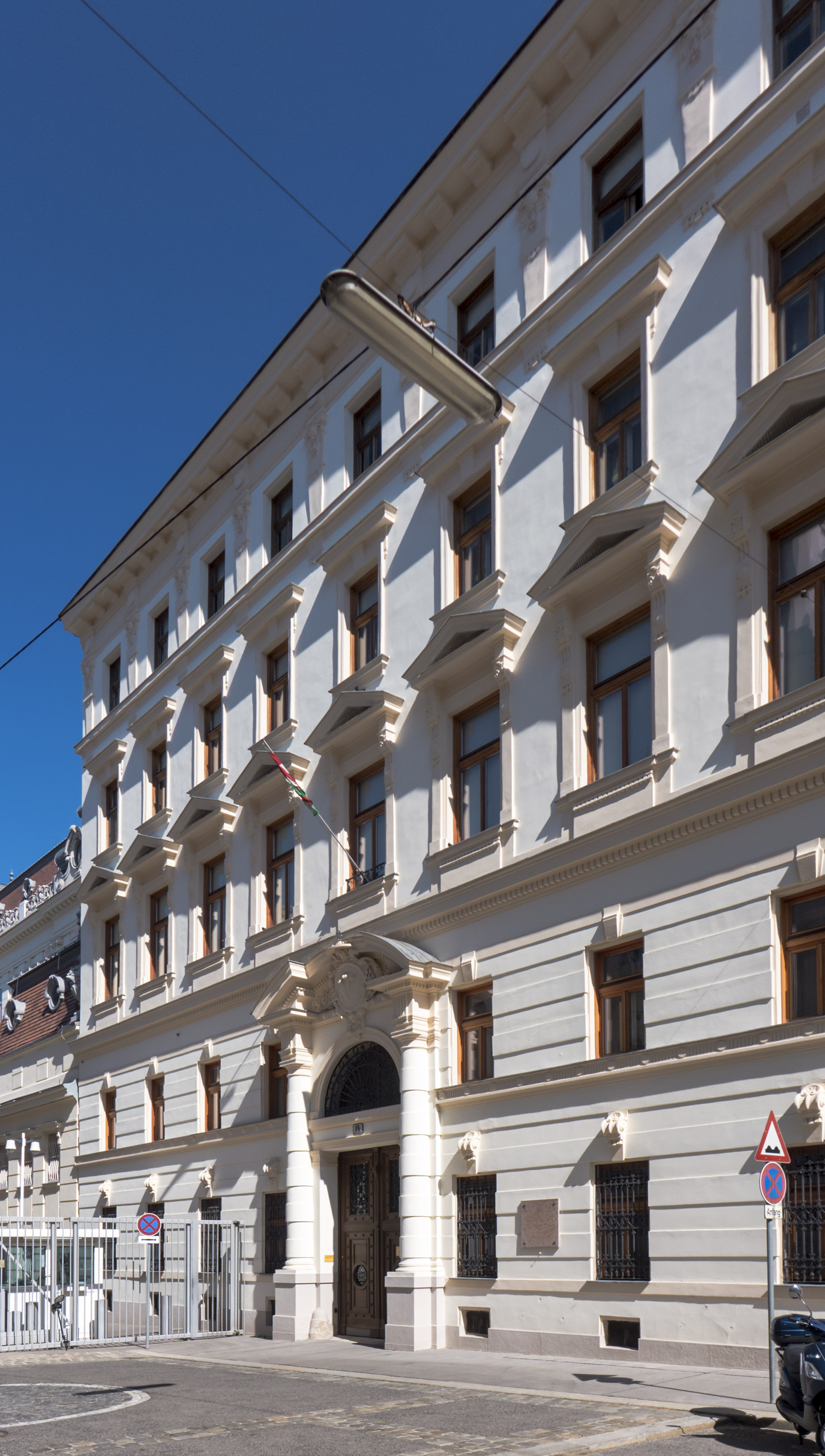
La sede del Collegium Pazmanianum a Vienna

Il Collegium Pazmanianum, abbreviato in Pazmaneum, è un seminario dell'arcidiocesi di Esztergom-Budapest a Vienna. Fu fondato e provvisto di beni dal gesuita Péter Pázmány, arcivescovo di Esztergom nel 1623. Il cardinale Péter Erdő nel 2003 lo definì come l'«ambasciata viennese dell'arcidiocesi di Esztergom-Budapest e della Chiesa ungherese».

## Storia

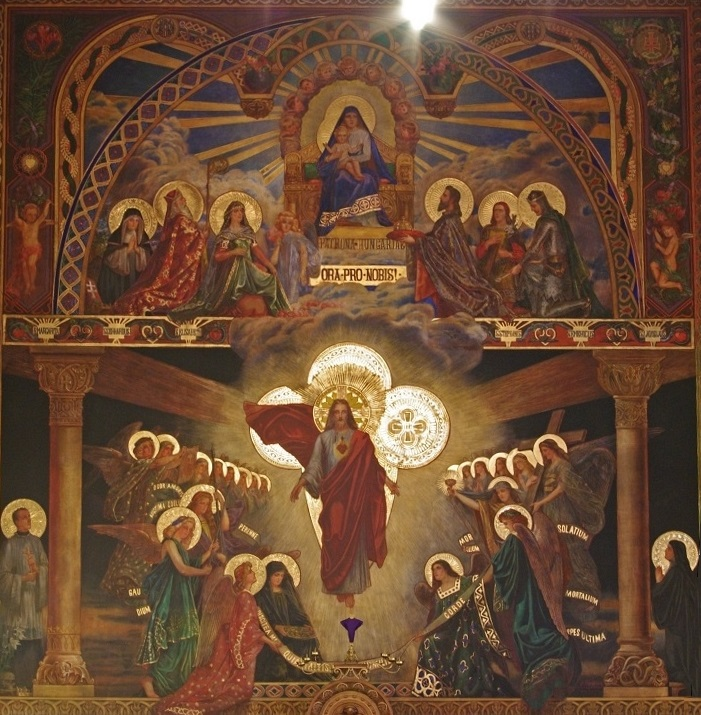
Cappella del Pazmaneum. Nell'affresco sopra l'altare sono raffigurati il Cuore di Gesù, la Madonna patrona dell'Ungheria e i santi ungheresi.

Péter Pázmány eresse il seminario ungherese di Vienna nell'ambito dei suoi sforzi per rinnovare la vita cattolica nella parte ungherese dell'Impero asburgico secondo i principii della Controriforma, nel difficile periodo delle guerre contro gli ottomani. Già nel 1618 aveva acquistato a tale scopo il palazzo Kollonitsch di Annagasse. Ma fu solo dopo la prima fase della Guerra dei Trent'anni (Pace di Nikolsburg) che il collegio fu aperto sotto la guida dei gesuiti nel 1623: inizialmente aveva 16 seminaristi. In breve tempo l'edificio si rivelò troppo piccolo e nel 1625 il collegio si trasferì vicino al Fleischmarkt. Dopo la Pace di Vestfalia, un edificio adiacente su Schönlaterngasse 15 fu unito al vecchio edificio nel 1670.
Nella seconda metà del XVIII secolo, il Pazmaneum fu coinvolte nelle controversie sulla Compagnia di Gesù e sul giuseppinismo. Le sue attività furono temporaneamente sospese, fino a quando Francesco I lo riaprì nel 1804.
L'attuale edificio del collegio fu costruito negli anni 1899-1900, per impulso del cardinale Kolos Vaszary, sotto il rettorato di Miklós Széchenyi, in seguito vescovo di Győr. I costi furono in gran parte coperti da donazioni dall'Ungheria. L'architetto Győző Czigler, professore all'Università di Budapest, progettò un complesso a tre ali con un cortile in stile neobarocco. La cappella, dedicata al Sacro Cuore di Gesù, fu allestita con particolare cura. La sua facciata sul lato orientale dell'ala della strada è in stile neoromanico. Il 25 agosto 1900, fu posta la chiave di volta fu posta sull'edificio e l'edificio fu benedetto da Károly Hornig, vescovo di Veszprém. L'edificio fu completato e il collegio vi fu aperto l'8 novembre 1900.
Il seminario entrò in una fase difficile con la fine della monarchia asburgica nel 1918. I seminaristi ungheresi erano diventati stranieri. L'edificio del collegio è sopravvissuto alla Seconda guerra mondiale e all'occupazione, rimanendo pressoché intatto. In risposta alla politica stalinista della Chiesa ungherese, la Santa Sede nel 1953 affidò il Pazmaneum all'arcivescovo di Vienna. Continuò a funzionare come seminario sacerdotale fino al 1963. Fino a quell'anno, aveva avuto un totale di 9000 seminaristi.
Dal 1971 al 1975 il cardinale József Mindszenty trascorse i suoi ultimi anni di vita ed esilio al Pazmaneum.
Dal 29 dicembre 2001 il Pazmaneum è di nuovo sotto la giurisdizione dell'arcivescovo di Esztergom-Budapest. Funge da come centro di studi per la formazione e la ricerca teologica.